# Virasana
Virasana em dêvanágarí वीरासन IAST vīrāsana descreve um asana sentado sobre as pernas juntas, que surgiu nas  práticas de meditação do Hinduísmo. Foi estabelecida na tradição do Ioga Hindu.
Esta posição psico/física é também conhecida como posição do herói.
Em sânscrito víra é heroi.

## Execução do Asana
´´Exige-se a presença de um profissional da área para a realização do mesmo´´.
Ajoelhe-se, com suas coxas perpendiculares a terra, e junte seus joelhos. Estenda seus pés, ligeiramente mas não além da extensão dos seus quadris. Dobre seus dedões dos pés ligeiramente para dentro e pressione o calcanhar de cada pé uniformemente no chão.  Exale e senta-se para trás incompletamente, e seu torso inclina-se ligeiramente para frente. Coloque seus polegares nas partes traseiras de seus joelhos. Descanse suas nádegas confortavelmente no chão. Certifique-se que todos os ossos das pernas estão assentando e suportados uniformemente. Permita um espaço do tamanho de um polegar entre os calcanhares e suas coxas. Gire seus calcanhares e pressione os ossos das coxas no chão com as palmas das mãos. Coloque então suas mãos em shiva mudra.  Firme seus ombros de encontro das costas e levanta o externo como um herói. 
Se for iniciante permaneça nesta posição de 30 segundos até 1 minuto. Para sair, pressione suas mãos de encontro do chão e levante suas nádegas, ligeiramente acima dos seus calcanhares. Cruze seus tornozelos debaixo das suas nádegas, sente-se sobre os pés, a seguir estique seus pés para frente.

## Galeria
- Ardha Vírásana - Variação ardha (incompleta)Ardha Vírásana - Variação ardha (incompleta)[3][4]
- Rája Vírásana - Variação rája (completa) com anteflexão.Rája Vírásana - Variação rája (completa) com anteflexão.

## Preparatórios para o asana
- Sarvagana
- Shalabasana

## Posições mais fáceis
- Balasana
- Baddha Konasana

## Variações
- Malasana
- Pasasana

## Posições mais avançadas
- Ustrasana
- Padmasana
- Bakasana